# Isabelle Baraffe
Pour les articles homonymes, voir Baraffe.
Isabelle Baraffe est une astrophysicienne théorique française au Centre de recherche astrophysique de Lyon et professeure d'astrophysique à l'université d'Exeter.
Ses travaux sur la structure interne des étoiles et des planètes ont apporté des contributions essentielles à la compréhension de leurs évolutions. Ses recherches ont été récompensées par de nombreux prix et distinctions internationales.

## Biographie
Isabelle Baraffe obtient sa maîtrise de physique à l'université Paris Diderot[réf. nécessaire]. Elle réalise son doctorat en astrophysique sur les étoiles de faible métallicité à l'université Paris Diderot et à l'université de Göttingen sous la direction de Jean Audouze, qu'elle soutient en 1990,.
Elle devient chercheuse postdoctorale à l'Institut Max-Planck d'astrophysique et à l'université de Göttingen, avant de devenir maîtresse de conférences à l'École normale supérieure de Lyon de 1994 à 2006.
Elle rejoint en 2006 le Centre de recherche astrophysique de Lyon en tant que professeure,. Isabelle Baraffe obtient en 2010 une chaire d'astrophysique à l'université d'Exeter.

## Travaux
Ses recherches portent sur l'hydrodynamique stellaire et les exoplanètes. Isabelle Baraffe développe des modèles théoriques pour explorer les étoiles de faible masse et les objets substellaires, notamment les naines brunes et les exoplanètes. La communauté scientifique s'est intéressée pour la première fois aux étoiles de faible masse après le premier signalement de naines brunes en 1995 (Gliese 229 b), et les modèles de référence d'Isabelle Baraffe sont utilisés pour créer des plans d'observation. Isabelle Baraffe est la pionnière des fondements théoriques des exoplanètes et ses calculs sont utilisés pour comprendre les données d'observation du télescope spatial James Webb et de l'Extremely Large Telescope.
Elle développe des outils numériques combinant des approches informatiques et une physique complexe pour étudier la dynamique de l'astrophysique. Son code tridimensionnel MUSIC (MUlti-dimensionnel Stellar Implicit Code) peut prédire les processus astrophysiques fondamentaux et a reçu deux subventions du Conseil européen de la recherche. Elle développe le domaine de l'astérosismologie – l'utilisation des modes de pulsation pour étudier l'intérieur des étoiles.

## Distinctions
- 1999 : Médaille de bronze du Centre national de la recherche scientifique[4];
- 2004 : Prix Johann Wempe de l'Institut Leibniz d’astrophysique de Potsdam, pour ses « avancées théoriques dans le champ de  l'évolution des étoiles de faible masse, des naines brunes et des planètes gazeuses extrasolaires »[5];
- 2005 : Gauss Professorship, décerné par l'université de Göttigen[6];
- 2010 : Bourse Wolfson de la Royal Society[7];
- 2015 : Conférence Biermann de l'Institut Max-Planck d'astrophysique[8];
- 2018 : Élection au Conseil du Conseil des installations scientifiques et technologiques[9];
- 2020 : Prix Viktor Ambartsumian, pour ses « contributions fondamentales dans le domaine des étoiles de faible masse, des naines brunes et des exoplanètes, ainsi que pour ses idées novatrices dans les domaines de l'astérosismologie et des binaires compacts »[10],[11];
- 2023 : Prix Lodewijk Woltjer Lecture de la Société européenne d'astronomie, pour « ses contributions fondamentales à la compréhension des étoiles de faible masse, des naines brunes et des exoplanètes »[12];
- 2024 : Prix Fred Hoyle de l'Institute of Physics pour « ses recherches pionnières en astrophysique théorique qui ont révolutionné la compréhension de la structure et de l’évolution des étoiles et des planètes »[13].

## Publications (sélection)
- (en) Baraffe I., Homeier D., Allard F. et Chabrier G., « New evolutionary models for pre-main sequence and main sequence low-mass stars down to the hydrogen-burning limit », Astronomy and Astrophysics, EDP Sciences, vol. 577,‎ 2015, p. 42–42 (ISSN 0004-6361, 0365-0138, 1432-0746 et 1286-4846, OCLC 1518497, DOI 10.1051/0004-6361/201425481, arXiv 1503.04107).
- (en) Baraffe I., Chabrier G., Allard F. et Hauschildt P. H., « Evolutionary models for solar metallicity low-mass stars: mass-magnitude relationships and color-magnitude diagrams », Astronomy and Astrophysics, EDP Sciences, vol. 337,‎ 1998, p. 403–412 (ISSN 0004-6361, 0365-0138, 1432-0746 et 1286-4846, OCLC 1518497).
- (en) I. Baraffe, G. Chabrier, T. S. Barman, F. Allard et P. H. Hauschildt, « Evolutionary models for cool brown dwarfs and extrasolar giant planets. The case of HD 209458 », Astronomy and Astrophysics, EDP Sciences, vol. 402, no 2,‎ 14 avril 2003, p. 701–712 (ISSN 0004-6361, 0365-0138, 1432-0746 et 1286-4846, OCLC 1518497, DOI 10.1051/0004-6361:20030252, arXiv astro-ph/0302293).